# Inscriptiones Latinae Selectae
Inscriptiones Latinae Selectae (ILS) – epigraficzna seria wydawnicza inskrypcji łacińskich, zrealizowana przez niemieckiego uczonego Hermanna Dessau (1856-1931).